# Juan Carlos Castañé
Juan Carlos Castañé Martínez es un deportista español que compitió en natación adaptada. Ganó cinco medallas en los Juegos Paralímpicos de Verano entre los años 1984 y 1992.

## Palmarés internacional
| Juegos Paralímpicos | Juegos Paralímpicos                              | Juegos Paralímpicos | Juegos Paralímpicos   |
| Año                 | Lugar                                            | Medalla             | Prueba                |
| ------------------- | ------------------------------------------------ | ------------------- | --------------------- |
| 1984                | Nueva York (EE. UU.) Stoke Mandeville (R. Unido) | Medalla de oro      | 200 m estilos L4      |
| 1984                | Nueva York (EE. UU.) Stoke Mandeville (R. Unido) | Medalla de plata    | 100 m braza L4        |
| 1988                | Seúl (Corea del Sur)                             | Medalla de bronce   | 100 m espalda 6       |
| 1992                | Barcelona (España)                               | Medalla de plata    | 4 × 50 m estilos S1-6 |
| 1992                | Barcelona (España)                               | Medalla de bronce   | 100 m braza SB6       |